# Vurroïta
La vurroïta és un mineral de la classe dels sulfurs, concretament una sulfosal. Fou anomenada així per Anna Garavelli, Nadezhda N. Mozgova, Paolo Orlandi, Elena Bonaccorsi, Daniela Pinto, Yves Moelo, i Yuri S. Borodaev l'any 2005 en honor de Filippo Vurro, professor de mineralogia de la Universitat de Bari, pel seu treball en la mineralogia i geoquímica dels dipòsits volcànics moderns.

## Característiques
La vurroïta és un sulfur de fórmula química Pb₂₀Sn₂(Bi‚As)₂₂S₅₄Cl₆. Cristal·litza en el sistema ortoròmbic. Forma cristalls aciculars.
Segons la classificació de Nickel-Strunz, la vurroïta pertany a «02.JB: Sulfosals de l'arquetip PbS, derivats de la galena, amb Pb» juntament amb els següents minerals: cosalita, freieslebenita, marrita, cannizzarita, diaforita, junoïta, neyita, nordströmita, nuffieldita, proudita, weibul·lita, felbertalita, rouxelita, angelaïta, cuproneyita, geocronita, jordanita, kirkiïta, tsugaruïta, pillaïta, zinkenita, scainiïta, pellouxita, chovanita, aschamalmita, bursaïta, eskimoïta, fizelyita, gustavita, lil·lianita, ourayita, ramdohrita, roshchinita, schirmerita, treasurita, uchucchacuaïta, ustarasita, vikingita, xilingolita, heyrovskýita, andorita IV, gratonita, marrucciïta, wittita i arsenquatrandorita.

## Formació i jaciments
S'ha descrit només a la seva localitat tipus: Cràter La Fossa (Illes Eòlies, Sicília). Es forma en fumaroles i s'ha descrit associada a bismutinita, lil·lianita, kirkiïta, heyrovskýita i galena.